# Слайд-шоу
Слайд-шо́у (реже — слайд-фильм) — демонстрация серии неподвижных изображений, заранее подобранных на определённую тему, на проекционном экране или электронном мониторе. Каждое изображение демонстрируется от нескольких секунд до нескольких минут, пока не сменится следующим. Смена изображения может осуществляться как вручную через произвольные интервалы времени, так и автоматически через равные промежутки.
Происхождение современного термина уходит корнями в начало 1970-х годов, когда получили популярность коллективные просмотры малоформатных слайдов, проецируемых диапроектором с музыкальным сопровождением. Современные слайд-шоу могут состоять как из фотографий, так и из другой графической информации: рисунков, диаграмм, таблиц и текстовых документов. Слайд-шоу может служить в качестве развлечения и для образовательных целей, а также для презентаций.

## Историческая справка
Возникновение первых слайд-шоу можно отнести к началу XVII века, когда состоялись первые просмотры теневых изображений и картин, нарисованных вручную красками на стеклянных пластинах. Для проекции использовался «волшебный фонарь». До изобретения электрического освещения были доступны маломощные источники света: восковые свечи, керосиновые лампы и отражённый солнечный свет. С изобретением дуговой лампы, а затем лампы накаливания, мощность проекторов значительно возросла, позволив осуществлять демонстрацию на больших экранах, в том числе во время лекций в учебных заведениях. Изобретение фотографии дало дополнительный толчок, позволив кроме рисованных картин показывать диапозитивы, которые часто раскрашивались. Ранние методы цветной фотографии, например автохромный и методом тройной экспозиции, позволяли получать цветное изображение только при одновременной проекции цветоделённых позитивов, поэтому слайд-шоу начала XX века были практически единственной возможностью демонстрации цветных снимков. Русский фотограф Сергей Прокудин-Горский с 1909 по 1913 годы регулярно устраивал такие просмотры в Царском Селе для императорской семьи, демонстрируя результаты своих экспедиций в российскую глубинку.
Наиболее бурное развитие слайд-шоу началось после Второй мировой войны, чему способствовало появления на рынке первой обращаемой фотоплёнки Kodachrome. Демонстрация слайдов с отличной цветопередачей стала доступна не только в общественных учреждениях, но и в семейном кругу. В конце 1950-х годов слайд-шоу уже сопровождали семейные вечеринки, и устраивались каждый раз после получения обработанных плёнок из фотолаборатории. В СССР мода на слайд-шоу пришла в начале 1970-х, когда в продаже появились высококачественные обращаемые плёнки «ORWOCHROM» производства ГДР. В среде фотолюбителей появилось направление «слайдистов», создававших авторские слайд-шоу, главным образом на туристические темы.
По сравнению с рассматриванием фотоотпечатков проекция слайдов на большой экран давала более эффектное восприятие изображения и впоследствии стала не только неотъемлемой частью культуры «Диско», но и одной из первых технологий мультимедийных презентаций. Специально для слайд-шоу начался выпуск диапроекторов с автоматической сменой слайдов при помощи таймера и дистанционного управления. Появились технологии демонстрации слайдов двумя диапроекторами, дающими возможность плавного перехода между соседними изображениями с помощью синхронного изменения яркости. Дорогие модели оснащались устройствами синхронизации смены слайда с магнитофонами и проигрывателями грампластинок. Наиболее совершенной конструкцией обладали карусельные диапроекторы, позволяющие автоматически показывать слайды без перерыва на смену магазина. За рубежом для проведения презентаций новой продукции устраивались полиэкранные слайд-шоу с музыкальным сопровождением, для чего выпускались профессиональные диапроекторы с большой мощностью осветительной системы и высоким уровнем автоматизации. Для организации полиэкранных слайд-шоу создавались специальные системы, предназначенные для автоматического управления показом. Так, английская компания Electrosonic Ltd. выпускала систему «Multivision ES 3003», способную поддерживать более 50 проекторов «Kodak Carousel S-A V2020». С помощью системы устраивались масштабные полиэкранные шоу, например представление Holland Happening в Амстердаме, где 42 диапроектора проецировали слайды на экран размером 15×2,5 метра или шоу Singapore Experience в Сингапуре с 56 проекторами.
Слайд-шоу стали обязательным атрибутом дискотек и других развлекательных мероприятий. Не менее важное значение слайд-шоу приобрели в образовании. Студия «Диафильм» кроме рулонных диапозитивов выпускала наборы слайдов в стандартных рамках на образовательную тематику для школ и ВУЗов. Здесь кроме диапроекторов для создания учебных слайд-шоу использовались кодоскопы и эпидиаскопы.

## Современное слайд-шоу
Распространение цифровой фотографии и совершенствование компьютерных мониторов и видеопроекторов привели к трансформации и удешевлению слайд-шоу. В наши дни появились мощные компьютерные приложения для создания графических презентаций, такие как Microsoft PowerPoint, Ashampoo Presentations, Harvard Graphics и другие. Существуют также различные сервисы по созданию слайд-шоу. Клиентам предоставляется возможность получить более качественный и уникальный продукт, так как фотографии встраиваются непосредственно в видеоряд, а не накладываются на уже имеющиеся заготовки. Слайд-шоу только из фотографий без дополнительной графики можно создавать при помощи большинства программ для просмотра изображений и даже непосредственно цифровым фотоаппаратом. Большинство современных LED-телевизоров также способны воспроизводить слайд-шоу с USB-накопителя. Современный вид веб-станицы сегодня трудно представить без слайд-шоу, запускающегося автоматически на основе HTML5 video, Java Script, Adobe Flash и специализированных плагинов для систем управления контентом. Возможность организации слайд-шоу обязательна для фотохостингов, таких как Instagram, Flickr и других.
При монтаже видеофильмов слайд-шоу неподвижных стоп-кадров или фотографий также может быть использовано как выразительный приём. Большинство современных видеоредакторов предоставляют возможность вставки цифровых снимков в видеопоследовательность. При этом, кроме простого перелистывания фотографий с различными типами переходов, чаще всего возможны панорамирование и масштабирование в пределах каждого снимка, известные как «эффект Кена Бёрнса». Создание слайд-шоу средствами видеомонтажа целиком практикуется реже из-за ограничения конечного разрешения используемым стандартом разложения видео и специфики работы с видеоредакторами.